# Arlene McQuade
Arlene McQuade (New York, 29 maggio 1936 – Santa Fe, 21 aprile 2014) è stata un'attrice statunitense, nota soprattutto per il suo ruolo di adolescente nel cast principale della sitcom televisiva The Goldbergs (1949-56).

## Biografia
Nata nel 1936 a New York, Arlene McQuade cominciò a lavorare come attrice bambina alla radio e in teatro. Proprio la sua interpretazione nel dramma Estate e fumo di Tennessee Williams, in scena a Broadway dal 6 ottobre 1948 al 1 gennaio 1949, la pose all'attenzione della CBS come una delle interpreti più promettenti del momento.
Fece il suo debutto televisivo nell'agosto 1949, a 13 anni, come "Rosalie (Rosie) Goldberg" nel cast principale della serie The Goldbergs, di cui rimarrà tra i protagonisti fino al 1956. Con Lanny Rees in The Life of Riley fu tra i primi attori/attrici adolescenti ad acquisire successo alla televisione come interprete di popolari sitcom familiari, secondo una formula destinata a ripetersi comunemente negli anni e decenni a venire. 
The Goldbergs si incentrava sulle vicende di una famiglia ebraica americana di New York e della sua matriarca, Molly Goldberg (interpretata da Gertrude Berg). La serie, originata nel 1928 come radio-dramma, ebbe grande successo di pubblico e di critica tanto che il cast televisivo, inclusa la McQuade, ne fu protagonista anche di una versione cinematografica, The Goldbergs (1950). La McQuade  interpretò lo stesso personaggio di "Rosalie Goldberg" anche in quattro episodi di The Milton Berle Show nel 1952-1953. Sul set della serie televisiva, la giovane divenne molto amica di Anne Bancroft, cui la legava anche la comune origine italiana da parte materna.
Al di fuori del suo impegno nella serie The Goldbergs, la sua carriera di attrice fu limitata negli anni cinquanta ad alcune partecipazioni in altre serie televisive e ad una piccola parte (non accreditata) nel film L'infernale Quinlan (1958) diretto da Orson Welles.
Nel 1960 si sposò con l'attore Valentin de Vargas, dal quale avrà due figli, prima del divorzio nel 1967. La sua presenza in televisione si ridusse ad alcune occasioni sporadiche. Alla carriera di attrice, la McQuade preferì quella di artista, pittrice e scultrice.
Morì nel 2014, all'età di 77 anni, a Santa Fe (Nuovo Messico), dove si era trasferita dal 2002 per vivere vicina ai figli e ai nipoti.

## Filmografia

### Cinema
- The Goldbergs, regia di Walter Hart (1950)
- L'infernale Quinlan (Touch of Evil), regia di Orson Welles (1958) - non accreditata

### Televisione
- The Goldbergs – serie TV, 72 episodi (1949–1957)
- Kraft Television Theatre – serie TV, episodio 9x39 (1956)
- The Milton Berle Show – serie TV, 4 episodi (1952-1953)
- Telephone Time – serie TV, episodio 2x24 (1957)
- The Lawless Years – serie TV, episodio 1x01 (1959)
- Alfred Hitchcock presenta (Alfred Hitchcock Presents) – serie TV, episodio 5x28 (1960)
- Have Gun - Will Travel – serie TV, episodio 4x12 (1960)
- Hawaii Squadra Cinque Zero (Hawaii Five-O) – serie TV, episodio 1x01 (1968)
- Death Valley Days – serie TV, episodio 18x24 (1970)

## Riconoscimenti
- Young Hollywood Hall of Fame (1950s)